# Orto Botanico dell'Università di Ferrara

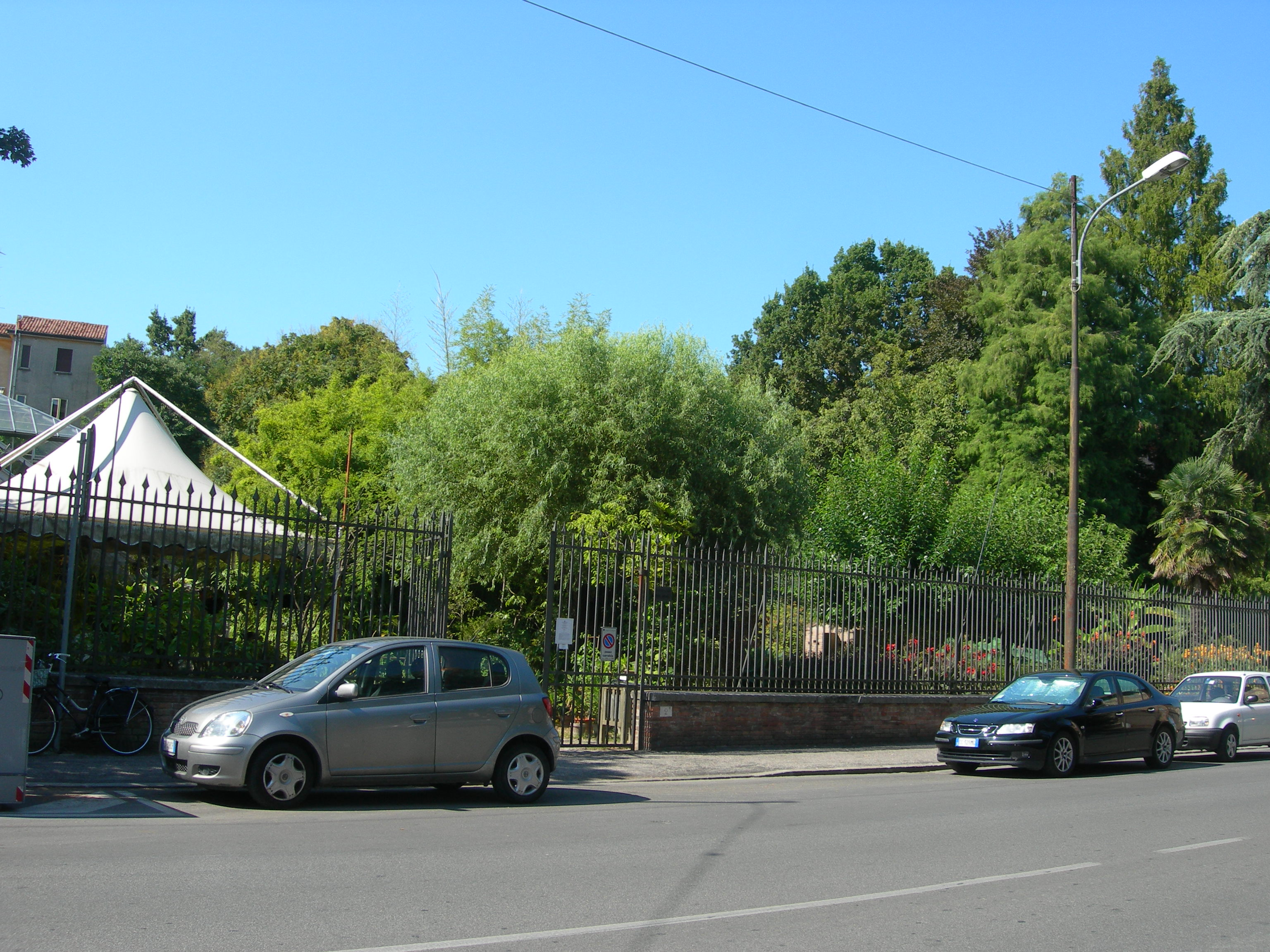
Entrada al Jardí Botànic

L'Orto botanico dell'Università di Ferrara és una institució del Departament de Biologia i Evolució de la Facultat de Ciències de la Universitat de Ferrara.
Està situat en el jardí del Palau dels banys turcs, al qual s'accedeix pel Corso Porta Mare 2b.

## Algunes notes històriques
Va ser fundat el 1771 després de la concessió a totes les universitats per establir un jardí botànic per experiments acadèmics, en aquell temps anomenat Jardí tranquil. Malgrat que la institució botànica de l'Orto és posterior a la fundació de la Universitat pels Este (1391), l'activitat de la facultat de medicina ja funcionava, gràcies a la presència de la cort dels Este: importants figures relacionades amb les ciències mèdiques, com ara Berengario da Carpi, Niccolò Leoniceno, Giovanni Manardo i Gabriele Falloppio.
La ubicació del jardí abans estava en el pati del Palazzo Paradiso que albergava l'antiga seu de la universitat.
Des del final del segle xviii fins al 1919 el jardí botànic va ser en diferents llocs fins que va ser traslladat a la via Scandiana, una zona que va resultar no apta per a activitats botàniques. En 1925 el jardí va situar-se de nou al lloc original, fins que finalment va ser ubicat el 1963, al jardí del Palau dels banys turcs.
Alberga nombroses espècies botàniques ja sigui a l'aire lliure, o bé en hivernacles.

## Estructura i composició
Conté al voltant de 700 espècies a l'aire lliure (4.500 m²) organitzades en tres secciones principals:
- L'àrea sistemàtica: espècies ordenades per classificació botànica, amb subseccions per Pteridophyta, Gymnospermae, Angiospermophyta i Dicotyledon.
- L'àrea de plantes útils, dividida en els sectors de l'horta, plantes d'ús antròpic divers, plantes aromàtiques i plantes medicinals.
- L'àrea de jardins temàtics comprèn plantes ornamentals recollides en petits jardins temàtics incloent el jardí de roques, l’angle ombrívol, el jardí mediterrani, el jardí anglès i el jardí japonès.

El jardí botànic també inclou tres hivernacles amb una superfície de 243 m² i compta amb unes 1.300 espècies tropicals i subtropicals. Durant el període càlid aquestes plantes es mouen a zones fora de l'exposició, arribant a crear una quarta secció de plantes exòtiques, que inclou falgueres, plantes sensibles, plantes epífites, plantes carnívores, plantes exòtiques d'oficina, les plantes de les regions tropicals i subtropicals, i les plantes de l'extrem Orient.
A partir del 2004 hi ha una cinquena secció dedicada la flora protegida que comprèn plantes aquàtiques, plantes terrestres rares, plantes rares halòfiles i brugueres.